# العلاقات الباربادوسية الصربية
العلاقات الباربادوسية الصربية هي العلاقات الثنائية التي تجمع بين باربادوس وصربيا.

## مقارنة بين البلدين
هذه مقارنة عامة ومرجعية للدولتين:
| وجه المقارنة                                              | باربادوس       | صربيا                                                      |
| --------------------------------------------------------- | -------------- | ---------------------------------------------------------- |
| المساحة (كم2)                                             | 439            | 88.36 ألف                                                  |
| عدد السكان (نسمة)                                         | 285.72 ألف     | 7.02 مليون                                                 |
| الكثافة السكانية (ن./كم²)                                 | 65.08 ألف      | 79.45                                                      |
| العاصمة                                                   | بريدج تاون     | بلغراد                                                     |
| اللغة الرسمية                                             | لغة إنجليزية   | اللغة الصربية                                              |
| العملة                                                    | دولار بربادوسي | دينار صربي                                                 |
| الناتج المحلي الإجمالي (بليون دولار)                      | 4.80 مليار     | 41.43 مليار                                                |
| الناتج المحلي الإجمالي (تعادل القوة الشرائية) بليون دولار | 4.66 مليار     | 100.13 مليار                                               |
| الناتج المحلي الإجمالي الاسمي للفرد دولار أمريكي          | 15.43 ألف      | 5.24 ألف                                                   |
| الناتج المحلي الإجمالي للفرد دولار أمريكي                 | 16.06 ألف      | 13.59 ألف                                                  |
| مؤشر التنمية البشرية                                      | 0.795          | 0.771                                                      |
| رمز المكالمات الدولي                                      | +1246          | +381                                                       |
| رمز الإنترنت                                              | .bb            | .rs، .срб ‏                                                 |
| المنطقة الزمنية                                           | 00             | توقيت وسط أوروبا، ت ع م+01:00، ت ع م+02:00، أوروبا/بلغراد ‏ |

## منظمات دولية مشتركة
يشترك البلدان في عضوية مجموعة من المنظمات الدولية، منها:
| علم المنظمة | اسم المنظمة                               | تاريخ انضمام باربادوس | تاريخ انضمام صربيا |
| ----------- | ----------------------------------------- | --------------------- | ------------------ |
|             | مؤسسة التنمية الدولية                     | 29 سبتمبر 1999        | 25 فبراير 1993     |
|             | يونسكو                                    | 24 أكتوبر 1968        | 20 ديسمبر 2000     |
|             | وكالة ضمان الاستثمار متعدد الأطراف        | 12 أبريل 1988         | 19 مارس 1993       |
|             | الأمم المتحدة                             | 9 ديسمبر 1966         | 1 نوفمبر 2000      |
|             | الاتحاد البريدي العالمي                   | ?                     | ?                  |
|             | البنك الدولي للإنشاء والتعمير             | 12 سبتمبر 1974        | 25 فبراير 1993     |
|             | الاتحاد الدولي للاتصالات                  | 16 أغسطس 1967         | 1 يونيو 2001       |
|             | منظمة حظر الأسلحة الكيميائية              | ?                     | ?                  |
|             | مؤسسة التمويل الدولية                     | 25 يونيو 1980         | 25 فبراير 1993     |
|             | المركز الدولي لتسوية المنازعات الاستشارية | 1 ديسمبر 1983         | 8 يونيو 2007       |
|             | منظمة الشرطة الجنائية الدولية             | ?                     | ?                  |

## وصلات خارجية
- موقع وزارة الخارجية الباربادوسية
- موقع وزارة الخارجية الصربية